# عین ملوک
عین ملوک (به عربی: عين الملوك) یک شهرداری در الجزایر است که در استان میله واقع شده‌است.
 عین ملوک  ۱۲٬۷۱۶ نفر جمعیت دارد.